# Practice What You Preach
Practice What You Preach (с англ. — «Практикуй, что проповедуешь») — третий студийный альбом американской трэш-метал-группы Testament, выпущенный в 1989 году. Альбом достиг 77 строчки в хит-параде США.
На Practice What You Preach представлена более серьёзная лирика, чем на двух предыдущих — в частности, проблемы общества, политики, свобода выбора, ложь, предательство. Заглавная песня альбома Practice What You Preach стала хитом, а одноимённый видеоклип неоднократно транслировался на MTV (также как и «The Ballad»). Несмотря на сложность композиций, альбом был записан вживую в Беркли (Калифорния), а не в студии, как обычно. К июню 1992 года альбом был продан тиражом в 450 000 копий в США, хотя и не был сертифицирован золотым даже к 2019 году. Согласно setlist.fm, заглавная песня игралась на концертах больше 700 раз. Только «Confusion Fusion», инструментальная композиция, ни разу не игралась вживую.
Отзывы на Practice What You Preach были в целом благоприятными. Алекс Хендерсон из Allmusic наградил альбом тремя звездами из пяти, и в рецензии он утверждает, что в Testament «больше внимания уделяет таким предметам, как свобода выбора, политическая коррупция, лицемерие и последствия жадности и алчности» и что их «музыкальный подход почти тот же самый — под руководством металлического продюсера Алекса Периэласа». Practice What You Preach вошел в американские чарты через месяц после релиза и достиг 77 позиции, оставаясь в чартах 12 недель.
Testament гастролировали в поддержку альбома менее года. Они отправились в одномесячный тур по США в октябре 1989 года с Annihilator и Wrathchild America (которые только что выпустили свои дебютные альбомы), и сыграли два шоу в Калифорнии с Nuclear Assault и Voivod в декабре. Второй этап тура начался в январе 1990 года, когда Testament выступали в поддержку Mortal Sin в Германии и в Великобритании с Xentrix. После своего первого визита в Японию в феврале Testament приступили к двухмесячному туру в США с Savatage, в котором участвовали в качестве поддержки Nuclear Assault, Dead Horse и Dark Angel. Тур закончился в мае 1990 года, после чего группа приступила к записи своего следующего альбома Souls of Black.

## Список композиций
Вся музыка написана Чаком Билли, Алексом Сколником, Эриком Питерсоном, Грегом Кристианом и Луи Клементе.
| №   | Название                          | Текст песни              | Длительность |
| --- | --------------------------------- | ------------------------ | ------------ |
| 1.  | «Practice What You Preach»        | Билли, Питерсон, Сколник | 4:54         |
| 2.  | «Perilous Nation»                 | Сколник                  | 5:50         |
| 3.  | «Envy Life»                       | Петерсон                 | 4:16         |
| 4.  | «Time Is Coming»                  | Билли                    | 5:26         |
| 5.  | «Blessed in Contempt»             | Билли, Питерсон, Сколник | 4:12         |
| 6.  | «Greenhouse Effect»               | Сколник                  | 4:52         |
| 7.  | «Sins of Omission»                | Билли, Питерсон, Сколник | 5:00         |
| 8.  | «The Ballad»                      | Сколник, Билли           | 6:09         |
| 9.  | «Nightmare (Coming Back to You)»  | Сколник                  | 2:20         |
| 10. | «Confusion Fusion» (Инструментал) |                          | 3:07         |

## Участники записи
- Чак Билли — вокал
- Алекс Сколник — соло- и ритм-гитара
- Эрик Питерсон — ритм- и соло-гитара
- Грег Кристиан — бас-гитара
- Луи Клементе — ударные

Дополнительные участники
- Марк Уолтерс — бэк-вокал
- Богдан Яблонски — бэк-вокал
- Вилли Ланг — бэк-вокал
- Эллиот Кан — бэк-вокал
- Уильям Бенсон — обложка

## Позиции в чартах
| Чарт (1989)                      | Позиция |
| -------------------------------- | ------- |
| The Billboard 200                | 77      |
| German Albums Chart              | 29      |
| Великобритания (UK Albums Chart) | 40      |